# Bedlam (Shropshire)
Bedlam – osada w Anglii, w hrabstwie Shropshire. Leży 37 km na południe od miasta Shrewsbury i 197 km na północny zachód od Londynu.